# Ed Pastor
Edward Lopez Pastor, detto Ed (Claypool, 28 giugno 1943 – 28 novembre 2018), è stato un politico statunitense, membro della Camera dei Rappresentanti per lo stato dell'Arizona dal 1991 al 2015.

## Biografia
Nato da una famiglia di origini messicane, dopo gli studi all'Arizona State University, Pastor divenne un docente di chimica nelle scuole superiori. Negli anni settanta lasciò l'insegnamento per intraprendere la vita politica: dopo essere stato assistente del governatore dell'Arizona Raul Hector Castro, Pastor entrò nel consiglio dei supervisori della contea di Maricopa, dove rimase fino al 1991.
In quell'anno infatti Pastor vinse un'elezione speciale per determinare il successore del deputato democratico Mo Udall, ritiratosi per gravi problemi di salute. Nel 1992 venne riconfermato per un mandato completo e da allora fu sempre rieletto con ampio margine di voto.
Come conseguenza del censimento del 2000, lo stato dell'Arizona guadagnò due distretti congressuali e quello rappresentato da Pastor venne ridefinito come il settimo distretto (fino ad allora era stato il secondo). Pastor però, risiedendo nella circoscrizione del quarto distretto, decise di presentarsi alle elezioni successive come rappresentante di quest'ultimo e riuscì a vincere il seggio.
Da quel momento Pastor venne sempre rieletto senza grossi problemi e senza mai scendere sotto il 66% dei voti. Nel 2014 annunciò il suo ritiro dalla politica e lasciò il Congresso al termine del mandato.
Ideologicamente Pastor era un liberale, membro del Congressional Progressive Caucus.